# Lamarchea sulcata
Lamarchea sulcata é um membro da família Myrtaceae endêmica da Austrália Ocidental e do Território do Norte.
O arbusto espalhando normalmente cresce a uma altura de 0.6 to 2 m (2 to 7 ft). Dependendo das chuvas, floresce entre agosto e outubro, produzindo flores vermelho-esverdeadas.
É encontrado em dunas de areia, colinas rochosas e planícies nas regiões de Pilbara e Goldfields-Esperance da Austrália Ocidental, onde cresce em solos arenosos a argilosos.
A espécie foi descrita pela primeira vez em 1972 pelo botânico Alex George no artigo Uma revisão do gênero Lamarchea Gaudichaud (Myrtaceae: Leptospermoideae) publicado na revista Nuytsia.